# Schron nad Kominami
Schron nad Kominami – jaskinia, a właściwie schronisko, w Dolinie Miętusiej w Tatrach Zachodnich. Wejście do niej znajduje się w Twardych Spadach na wysokości 1685 metrów n.p.m. Długość jaskini wynosi 9 metrów, a jej deniwelacja 7,5 metrów.

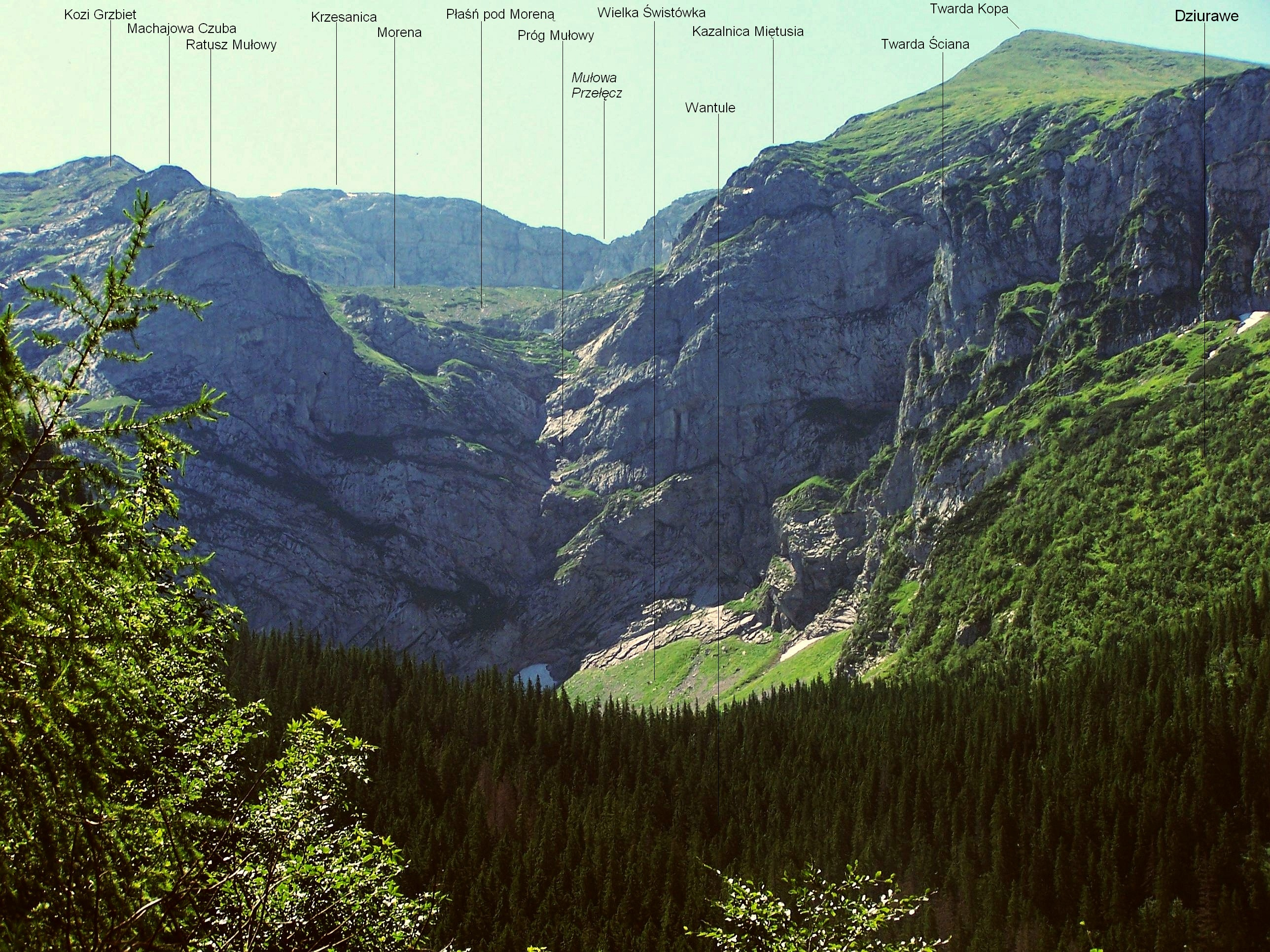
Wielka Świstówka. Po prawej Twarda Ściana i Twarde Spady

## Opis jaskini
Jaskinię stanowi obszerna sala, do której prowadzi duży otwór szczelinowy z ponad 3-metrowym progiem. W górnej części sali znajduje się szczelina zakończona zawaliskiem. 

## Przyroda
W jaskini brak jest nacieków. Ściany są mokre, rosną na nich mchy i glony. 

## Historia odkryć
Otwór jaskini był znany od dawna. Pierwszy jej plan i opis został sporządzony w 1971 roku podczas, kierowanego przez M.Rutkowskiego, obozu Speleoklubu Warszawskiego.